# Joachim Hartung
Joachim Georg Hartung (* 13. Februar 1948 in Günthersleben; † 28. Februar 2014 in Königswinter) war ein deutscher Mathematiker. Er fungierte von 1979 bis 2013 als Professor für Statistik mit Anwendungen im Bereich der Ingenieurwissenschaften an der Technischen Universität Dortmund und war Autor mehrerer Standardwerke zur angewandten Statistik.

## Leben
Joachim Hartung wurde 1948 in Günthersleben geboren und studierte von 1966 bis 1971 Mathematik an der Rheinischen Friedrich-Wilhelms-Universität Bonn, an der er 1972 auch bei Walter Vogel promovierte (Separation bei nicht-linearen Programmen und Vektor-Minimierung). Von 1971 bis 1975 war er als wissenschaftlicher Assistent am Institut für Wahrscheinlichkeitstheorie und Mathematische Statistik sowie von 1975 bis 1979 als Professor für Angewandte Statistik an der Landwirtschaftlichen Fakultät der Universität Bonn tätig. Zum 1. April 1979 wurde er zum Professor für Mathematische Statistik an die Universität Münster ernannt. Bereits zum 1. September des gleichen Jahres folgte er allerdings einem Ruf auf eine Professur für Statistik mit Anwendungen im Bereich der Ingenieurwissenschaften am Fachbereich Statistik der Technischen Universität Dortmund, die er bis zu seiner Emeritierung im August 2013 innehatte.
Von 1993 bis 2003 war er in Dortmund Sprecher des Graduiertenkollegs „Angewandte Statistik“, von 2004 bis 2007 hatte er dieselbe Funktion im Graduiertenkolleg „Statistische Modellbildung“ inne. Er war darüber hinaus als Gutachter, Berater beziehungsweise Beirat im Bereich der Biometrie und medizinischen Statistik für verschiedene Behörden, Gerichte sowie akademische und industrielle Institutionen im In- und Ausland tätig. Im Jahre 2006 erhielt er den Thomas L. Saaty Prize for Applied Advances in the Mathematical and Management Sciences des American Journal of Mathematical and Management Sciences. Er starb 2014 in Königswinter. Die Mathematikerin Lisa Hartung ist seine Tochter.

## Werke (Auswahl)
- Statistik für Wirtschafts- und Sozialwissenschaften: Induktive Statistik. München, Wien und Oldenbourg 2001
- Grundkurs Statistik: Lehr- und Übungsbuch der angewandten Statistik. 3. Auflage. München, Wien und Oldenbourg 2004
- Statistik für Wirtschafts- und Sozialwissenschaften: Deskriptive Statistik 3. Auflage. München, Wien und Oldenbourg 2005
- Multivariate Statistik: Lehr- und Handbuch der angewandten Statistik. 7. Auflage. München, Wien und Oldenbourg 2007
- Statistical Meta-Analysis with Applications. Wiley Series in Probability and Statistics. Hoboken 2008 (als Mitautor)
- Mit Bärbel Elpelt, Karl-Heinz Klösener: Statistik – Lehr- und Handbuch der angewandten Statistik. 15., überarbeitete und wesentlich erweiterte  Auflage. Oldenbourg, München 2009, ISBN 978-3-486-59028-9, doi:10.1524/9783486710540.